# Estação Academitcheskaia (metro de Moscovo)
Academitcheskaia (em russo:  Академическая) é uma das estações da linha Kalujsko-Rijskaia (Linha 6) do Metro de Moscovo, na Rússia. A estação Academitcheskaia está localizada entre as estações Profssoiuznaia e Leninskii Prospekt.